# Święty Kizito
Kizito (ur. 1872, zm. 3 czerwca 1886 w Numugongo) – męczennik chrześcijański, święty Kościoła katolickiego, najmłodszy z grupy Męczenników z Ugandy, zamordowanych przez króla Mwangę II. 
Został ochrzczony przez Karolę Lwangę 26 maja 1886 w Munyonyo. Został spalony na stosie 3 czerwca 1886 roku w wieku 13 lub 14 lat. Został beatyfikowany 6 czerwca 1920 przez Benedykta XV. 18 października 1964 papież Paweł VI kanonizował go razem z Karolem Lwangą i innymi męczennikami, zamordowanymi przez króla Mwangę. W Afryce jest patronem dzieci i szkół podstawowych.